# Tuilerie de Bissy
La tuilerie de Bissy est une tuilerie située sur le territoire de la commune de Saint-Martin-la-Patrouille dans le département français de Saône-et-Loire et la région Bourgogne-Franche-Comté.

## Historique
Elle fait l'objet d'une inscription au titre des monuments historiques depuis le 19 juillet 2005.